# Stefanik Irén
Stefanik Irén (Békéscsaba, 1928. november 21. – Budapest, 1976. szeptember 15.) Jászai Mari-díjas magyar színésznő.

## Életpályája
Békéscsabán született, 1928. november 21-én. Filmiskolát végzett 1951-ben. Énekes színésznőnek készült és a Magyar Állami Operaház kórusában kezdte pályáját. 1954 és 1969 között a Békés Megyei Jókai Színház színésznője volt. Közben 1958 és 1962 között az egri Gárdonyi Géza Színházhoz szerződött. 1967-ben A kaktusz virága című darabban, vendégként, beugrással Szegeden is eljátszotta Stephanie szerepét. 1970-től egy-egy évadot a Szegedi Nemzeti Színházban és a kecskeméti Katona József Színházban töltött. 
1973-tól Győri Kisfaludy Színház tagja volt. Sokoldalú színésznőként, operettek, zenés vígjátékok és drámák hősnőiként is megmutatta tehetségét. 1965-ben Jászai Mari-díjas színésznő lett, 1969-ben a Békés Megyei Tanácstól  Justh Zsigmond-díjat kapott.

## Fontosabb színházi szerepei
- William Shakespeare: Macbeth... Lady Macbeth
- William Shakespeare: Sok hűhó semmiért... Beatrice, Leonato unokahúga
- William Shakespeare: A makrancos hölgy... Katalin, makrancos hölgy, Baptista leánya
- William Shakespeare: Vízkereszt, vagy amit akartok... Mária
- Anton Pavlovics Csehov: Három nővér... Irina
- Molière: Fösvény... Eliz
- Lope de Vega: A kertész kutyája... Diana, Belflor grófnője
- Federico García Lorca: A csodálatos vargáné... Vargáné
- Federico García Lorca: Don Perlimplín és Belisa szerelme a kertben... Belisa
- Federico García Lorca: Marianita... Marianita
- Victor Hugo: Hernani... Donna Sol de Silva
- Victor Hugo: Marion De Lorme... Marion De Lorme
- ifj. Alexandre Dumas: A kaméliás hölgy... Marguerite Gautier
- Gabriela Zapolska: Dulszka asszony erkölcse... Lakónő
- Marcel Achard: A világ legszebb szerelme... Stella, Jules Grécy felesége
- Friedrich Schiller: Stuart Mária... Erzsébet, Anglia királynője
- George Bernard Shaw: Warrenné mestersége... Vivie
- George Bernard Shaw: Pygmalion... Lizi
- Henrik Ibsen: Nóra... Nóra, Helmer felesége
- Henrik Ibsen: Hedda Gabler... Hedda, Tesman felesége
- Jean-Paul Sartre: A tisztességtudó utcalány... Lizie
- Friedrich Dürrenmatt: János király... Konstanca, János sógornője
- Pierre Barillet – Jean-Pierre Grédy: A kaktusz virága... Stéphanie, Julien asszisztensnője
- Jókai Mór: Az aranyember... Tímea
- Madách Imre: Mária királynő... Erzsébet királynő
- Bródy Sándor: A tanítónő... Tóth Flóra; Kántorkisasszony
- Móricz Zsigmond: Nem élhetek muzsikaszó nélkül... Pólika
- Heltai Jenő: A néma levente... Zília; Carlotta, komorna
- Tersánszky Józsi Jenő: Kakuk Marci... Pattanó Rozi, kültelki lápvirág
- Móra Ferenc: Aranyszőrű bárány... Jutka
- Kertész Imre: Bekopog a szerelem... Kati, Kerekes lánya
- Fehér Klára: Nem vagyunk angyalok... Vera
- Gáspár Margit: Az állam én vagyok... Clarion
- Tabi László – Szigligeti Ede: Párizsi vendég... Babette, komorna
- Cserhalmi Imre: Alku nélkül... Takács Erzsébet
- Szűcs György: Elveszem a feleségem... Bende Piroska
- Gyurkó Géza – Herbst Ferenc: Ítélnek az istenek... A szubrett
- Abay Pál: Szeress belém... Zsóka
- Sólyom László: Holnapra kiderül... Tímár Boriska
- Ábrahám Pál: Bál a Savoyban... La Tangolita, brazil táncosnő
- Ábrahám Pál: Viktória... Riquette
- Eisemann Mihály: Bástyasétány 77... Hajdú Tini
- Ránki György – Hubay Miklós – Vas István: Egy szerelem három éjszakája... Melitta
- Lehár Ferenc: Luxemburg grófja... Juliette Vermont
- Kálmán Imre: Marica grófnő... Lenke
- Kálmán Imre: Csárdáskirálynő... Stázi; Leontin bárónő
- Huszka Jenő: Mária főhadnagy... Panni
- Szirmai Albert – Bakonyi Károly – Gábor Andor: Mágnás Miska... Marcsa
- Schönthan testvérek – Kellér Dezső – Horváth Jenő – Szenes Iván: A szabin nők elrablása... Róza
- Farkas Ferenc – Baróti Géza – Dékány András: Zeng az erdő... Balla Mártonné lánya, Bözsi
- Baróti Géza - Dékány András: Dankó Pista... Juli
- Darvas Szilárd: Dolores... Margó, táncosnő
- Csizmarek Mátyás: Bújócska... Anci, Bradákné leánya
- Dmitrij Boriszovics Kabalevszkij: Dalol a tavasz... Szima
- Vlagyimir Dihovicsnij – Nyikitin Bogoszlovszkij: Nászutazás... Olga
- Aruel Balanga: Barátom a miniszter... Turesu Marcica
- Paul Burkhard: Tűzijáték... Iduna
- Viktor Rozov: A bohóc... Erzsébet, Anglia királynője
- Victorien Sardou – Émile de Najjac: Váljunk el!... Cyprienne, Des Prunelles felesége
- Jurij Szergejevics Miljutyin: Nyugtalan boldogság... Tánja
- Alekszej Nyikolajevics Arbuzov: Második szerelem... Samanova
- Alexandru Kiritescu: Szarkafészek... Wanda Szerafim
- Nikosz Kazantzakisz – John Kander – Fred Ebb: Zorba... Mme Hortense
- Gerhart Hauptmann: Naplemente előtt... Bettina Clausen
- Gian Paolo Callegari: Megperzselt lányok... Nadia Gregoric, fiatal lány, polai menekült